# Pornografia transessuale
La pornografia transessuale (indicata anche come porno transessuale shemale porn, tranny porn o porno t-girl) è un genere pornografico.
Le donne trans sono spesso presenti con partner maschili, ma sono presenti anche con altre donne, sia transgender che cisgender.
Le attrici pornografiche transgender possono essere passive o attive con i loro co-protagonisti maschili. Alcune attrici, come Danni Daniels, di solito si comportano come "top", ovvero si specializzano in ruoli dominanti.
La maggior parte degli interpreti transgender sono donne trans, ma alcuni uomini trans sono anche impiegati nell'industria del porno, il più noto è Buck Angel.
L'AVN Award of the Year è uno dei maggiori riconoscimenti nell'industria del porno per artisti transgender, insieme ai Transgender Erotica Awards che sono specifici del settore.
I fan della pornografia transessuale si identificano tipicamente come eterosessuali. Il porno transessuale è diventato uno dei più grandi e popolari generi di porno tra i maschi eterosessuali. Questo genere di cinema per adulti si fonda sull'attrazione della presentazione contemporanea dei tipici segni anatomici femminili insieme ai genitali maschili.
Alcune persone vedono il porno transessuale come un porno gay.  Sebbene il porno transessuale sia una categoria popolare, alcuni nella comunità LGBT ritengono che ciò oggettivizzi le persone transgender.